# Celina Vázquez
Lourdes Celina Vázquez Parada (Guadalajara (México), 1959) es profesora, escritora e investigadora mexicana, especialista en estudios de cultura, religión y sociedad. Sus investigaciones han contribuido a comprender, desde el análisis crítico y el diálogo interreligioso, las raíces culturales y religiosas que subyacen en las visiones del mundo y la identidad mexicana, así como en los problemas socioculturales y políticos del Occidente de México, en particular, los acontecidos en el estado de Jalisco durante el siglo XX y XXI. Los temas que ha abordado son: la Guerra Cristera, Teología de la liberación, la identidad de las mujeres desde la cultura, religión y vida privada, entre otros. Argumenta que «la cuestión de la fe y de la creencia se está haciendo cada vez más personal y menos institucional y esto también porque las instituciones sufrieron una crisis muy fuerte y ahorita es difícil creer en el Estado, en los partidos políticos pero también es difícil creer en las instituciones religiosas, lo que aunado al cambio religioso debe de estudiarse».

## Datos biográficos
Es profesora investigadora titular C de la Universidad de Guadalajara y miembro del Sistema Nacional de Investigadores de México nivel I. Ha realizado estancias de investigación en Eslovaquia, Croacia, Alemania y Canadá. Además de su idioma natal, español, domina el inglés y el alemán. De este último idioma ha sido cotraductora al español de la obra Die Entdeckung der Currywurst (2011) del escritor alemán Uwe Timm, Die Kranzflechterin (2000) del suizo Hugo Loetscher, y de algunos textos que componen la antología Poesía filosófica y humorística en alemán (2010).
Obtuvo el grado de licenciada en ciencias políticas por la Universidad Autónoma Metropolitana-Iztapalapa en 1986 con la tesis Bolívar, Sandino y la Liberación Nacional. En 1992 obtiene el grado de maestra en sociología por la Universidad de Guadalajara, con la tesis Desarticulación regional – reconstrucción cultural: cultura familiar y religiosa en el sur de Jalisco. Posteriormente, en 1999 obtiene el grado de doctora en letras, con especialidad en Literatura Mexicana, con la tesis Testimonios sobre la revolución cristera, hacia una hermenéutica de la conciencia histórica, la cual fue dirigida por el escritor y crítico literario alemán Wolfgang Vogt Ekkernkamp y el historiador francés Louis Cardaillac. En su posterior formación académica han tenido importante influencia las propuestas de Richard Nebel, Hans Küng, Hans Georg Gadamer, Alfred Schutz, Giorgio Agamben, Franc Ducros, José María Vigil Gallego, el carmelita Camilo Macisse, el rabino Joshua Kullock, el filósofo de las religiones José María Mardones y el monje budista V. Geshe Kelsang Gyatso.
Fue cofundadora y directora del Centro de Estudios Religión y Sociedad y de otras instituciones u organizaciones como: Foro Nacional de la Mujer (1983-1984), Comité Organizador del Premio de Literatura Juan Rulfo A.C. (1987-1988), equipo "Estado, Iglesias y Grupos Laicos" del Consejo Mexicano de Ciencias Sociales (COMECSO, 1988-1989), Centro de Estudios Religión y Sociedad de la UdeG (1986), Red de Investigadores del Fenómeno Religioso en  México (1998), Benemérita Sociedad de Geografía y Estadística del Estado de Jalisco (2001), Federación Internacional de Estudios de América Latina y el Caribe, Asociación Latinoamericana para el Estudio de las Religiones (ALER), Asociación Internacional de Sociología de la Religión (SISR), Asociación Internacional de Historiadores de las Religiones, Asociación Internacional de Americanistas, Asociación Nacional Religión, Sociedad y Política  (2003-2005), Asociación Internacional de Historia Oral (1998-2005), Asociación Mexicana de Historia Oral (1998-2005), Hemispheric Institute, Religious Embodiment, Universidad de Nueva York,  Asociación de Historiadores Latinoamericanistas (2007-2009) y New Kadampa Tradition (2013) 
Su producción científica se compone de diecisiete libros de investigación y dieciocho artículos publicados en distintas revistas científicas. También ha colaborado con artículos de divulgación para el Periódico Tzaulán, El Informador y El Occidental. En la radiodifusión, produjo y condujo el programa “Religión y sociedad”, transmitido por el Sistema Jalisciense de Radio y Televisión de la Secretaría de Cultura del Gobierno del Estado de Jalisco. Colaboró en publicaciones periódicas científicas, como las revistas Querens de Ciencias Religiosas y Estudios Sociales, siendo miembro de sus consejos editoriales y dictaminadora. Además, ha coadyuvado como evaluadora de proyectos para distintas instituciones nacionales encargadas de la promoción y desarrollo científico y tecnológico como Consejo Nacional de Ciencia y Tecnología, CONACULTA, INAH y ANPCyT.
En agosto del 2011, fue solicitada para dirimir el controvertido caso mediático del hallazgo de un hada en Guadalajara, Jalisco, el cual desmitificó argumentando que «las creencias sobre apariciones de hadas, gnomos y duendes pueden interpretarse como una respuesta de la gente, a través del inconsciente colectivo, ante las situaciones del recrudecimiento de la violencia y de las carencias económicas que afectan a gran parte de la población en la actualidad».

## Obras
- El Islam y la cultura occidental, 2020, coautor Wolfgang Vogt Ekkernkamp, Editorial Universidad de Guadalajara. ISBN 9786075478999
- La noche del fin del mundo, 2019, Editorial Universidad de Guadalajara. ISBN 9786075476667
- Que besa su mano… Cartas de mujeres a religiosos franciscanos en el siglo XIX, 2016, Editorial Universitaria UdeG-Ayuntamiento de Zapopan. ISBN 9786077426622
- La Guerra Cristera. Narrativa, testimonios y propaganda, 2015, Editorial Universitaria UdeG. ISBN 9786077421580
- La idea de dios en guadalajara. Diversos caminos hacia el conocimiento de un mismo dios, 2014, Editorial Universitaria UdeG. ISBN 9786074504460
- El judaísmo y la literatura occidental, 2013, Paidós-Editorial Universitaria UdeG. ISBN 9786079202774
- Poesía filosófica y humorística en alemán, 2010, Wolfgang Vogt (compilador), Raúl Aceves y Loudes Celina Vázquez (traducción), La Zonámbula. ISBN 9786070019067
- Mujeres jaliscienses del siglo XIX. Cultura, religión y vida privada, 2008, Editorial Universitaria UdeG. ISBN 97860745000977
- Cultura, religion y sociedad, 2007, UdeG-CUCSH. ISBN 9789702712329
- De Juan Pablo II a Bendicto XVI. El rumbo de la iglesia católica en el tercer milenio, 2006, Universidad de Guadalajara-SNI. ISBN 9702709334
- El santo Juan Diego. Historia y contexto de una canonización polémica, 2006, UdeG-CUCSH. ISBN 970270989x
- La recepción de la cultura europea en el pensamiento de Juan José Arreola, 2006, UdeG-SNI. ISBN 9702709660
- Protagonistas y testigos de la Guerra Cristera, 2003, Universidad de Guadalajara. ISBN 9702702046
- La guerra de los dioses. Análisis de fenómeno religioso entre grupos radicales del islam y Estados Unidos, 2003, Universidad de Guadalajara. ISBN 9685531242
- Cultura y desarrollo regional, 2002, Universidad de Guadalajara. ISBN 9702700770
- Testimonios sobre la revolución cristera. Hacia una hermenéutica de la conciencia histórica, 2001, Universidad de Guadalajara. ISBN 9709022490
- Diálogo entre razón y fe. Eugen Drewermann en Guadalajara, 2001, Universidad de Guadalajara. ISBN 9702700760
- Semblanza cristera de Jesús Macias Montaño, 1999, Gobierno del Estado de Jalisco. ISBN 9706241787
- Identidad, cultura y religión en el sur de Jalisco, 1998, Colegio de Jalisco. ISBN 9686142150